# Ctenocalus maculipennis
Ctenocalus maculipennis är en stekelart som först beskrevs av Morley 1919.  Ctenocalus maculipennis ingår i släktet Ctenocalus och familjen brokparasitsteklar. Inga underarter finns listade i Catalogue of Life.